# Koniemłoty
Koniemłoty – wieś w Polsce położona w województwie świętokrzyskim, w powiecie staszowskim, w gminie Staszów.
Do 1954 roku siedziba gminy Oględów. W latach 1954–1972 wieś należała i była siedzibą władz gromady Koniemłoty. W latach 1975–1998 miejscowość administracyjnie należała do województwa tarnobrzeskiego.

## Dawne części wsi – obiekty fizjograficzne
W latach 70. XX wieku przyporządkowano i opracowano spis lokalnych części integralnych dla Koniemłotów zawarty w tabeli 1.

| Nazwa wsi – miasta    | Nazwy części wsi – miasta                          | Nazwy obiektów fizjograficznych – charakter obiektu |
| --------------------- | -------------------------------------------------- | --- |
| I. Gromada Koniemłoty |                                                    | |
| 1. Koniemłoty         | 1. Kępa 2. Kolonia 3. Piekło 4. Poręba Koniemłocka | 1. Dziadówka – pole 2. Działki – pole 3. Gułacz – pole 4. Kaczmarówka – pole 5. Kępa – pole 6. Kopaliny – pole 7. Miże Pole – pole 8. Oleksyk – jezioro 9. Płóska – pole 10. Pod Cmentarzem – pole 11. Pod Gułaczem – pole 12. Podgaiki – pole 13. Poręba Koniemłocka – pole 14. Przy Krzywej Drodze – pole 15. Rzędówki – pole 16. Zakościółka – pole 17. Zawsie – pole |

## Geografia
Koniemłoty położone są w Niecce Połanieckiej, około 5 km na południowy zachód od Staszowa.

## Religia
We wsi znajduje się parafia Wniebowzięcia NMP należąca do dekanatu Połaniec w ramach rzymskokatolickiej diecezji sandomierskiej, z zabytkowym kościołem pw. Wniebowzięcia NMP.

## Historia

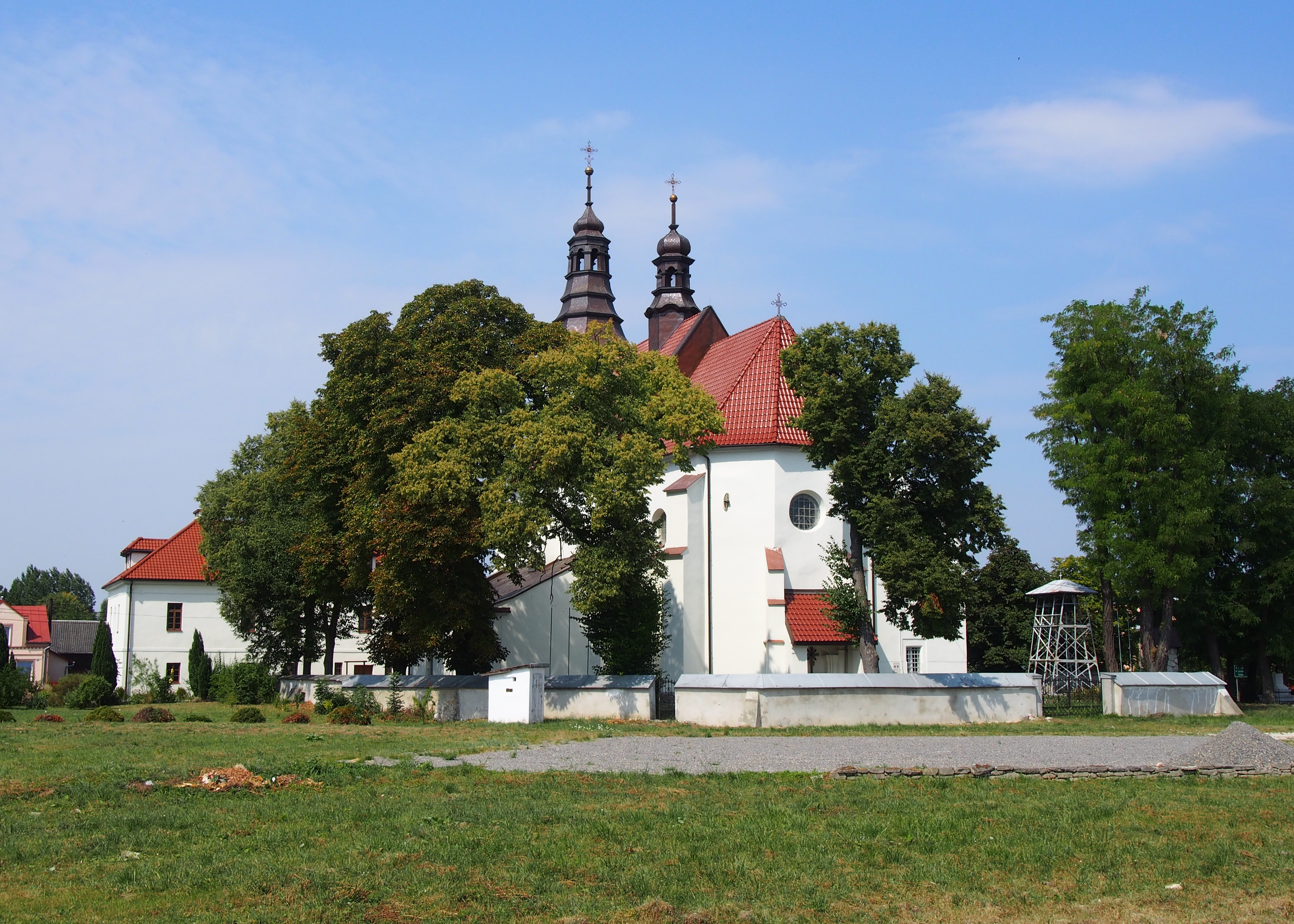
Kościół pw. Wniebowzięcia NMP

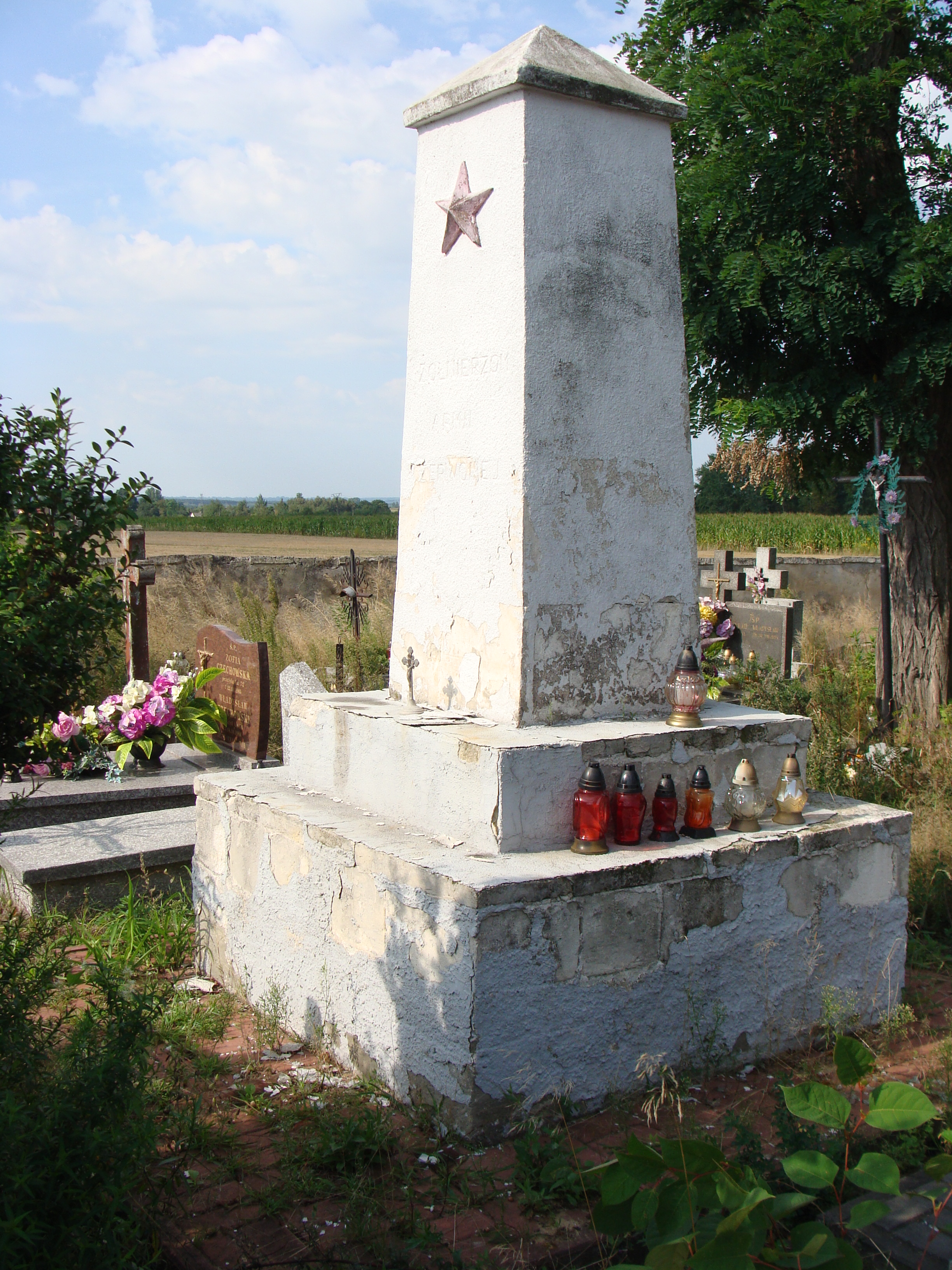
Cmentarz w Koniemłotach. Pomnik żołnierzy armii radzieckiej poległych w walkach na przyczółku baranowsko-sandomierskim.

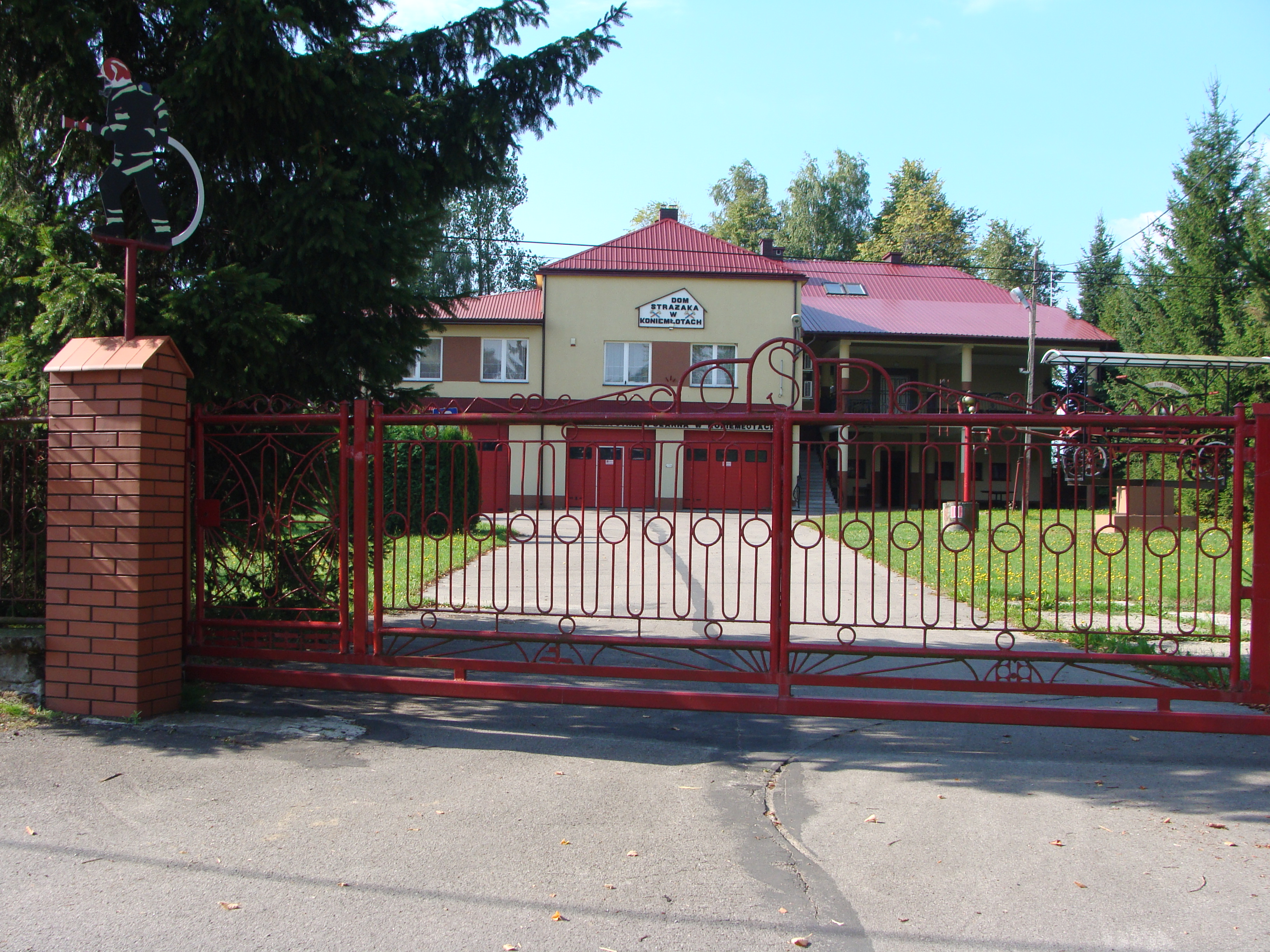
Dom Strażaka w Koniemłotach.

Koniemłoty to jedna z najstarszych wsi na ziemi staszowskiej. Tu w 1246 r. odbył się zjazd dostojników małopolskich z udziałem księcia sandomierskiego Bolesława Wstydliwego. W XIII wieku wieś należała do dóbr ziemskich klasztoru benedyktynów na Świętym Krzyżu, tu też znajdował się ich mały klasztor. Swój patronat nad osadą benedyktyni utrzymywali aż do kasacji ich zakonu w 1819 r.
W 1527 r. Koniemłoty przeszły na własność dziedziców Staszowa: Łaskich, Zborowskich, Tęczyńskich, Opalińskich, Lubomirskich, Sieniawskich, Denhoffów i Czartoryskich. Wieś położona w powiecie sandomierskim województwa sandomierskiego wchodziła wraz z folwarkiem w 1662 roku w skład majętności rytwiańskiej Łukasza Opalińskiego. 
W 1815 r. w Koniemłotach, w zaadaptowanym spichlerzu, którego budynek stoi do dziś, z inicjatywy Izabeli Lubomirskiej założona została szkoła z 3 oddziałami. W 1905 r. za namową rodziców, miejscowa młodzież szkolna wystąpiła z żądaniem nauczania w języku polskim i 2 kwietnia 1906 r. władze carskie wydały na to zgodę. 1 września 1988 r. w Koniemłotach oddano do użytku nowy budynek szkolny, w którym mieści się obecnie Publiczna Szkoła Podstawowa.
W 1923 r. w Koniemłotach rozpoczęła działalność ochotnicza straż pożarna. Pierwszą drewnianą remizę wybudowano we wsi w 1925 r., służyła ona strażakom do II wojny światowej. W 1944 r. w jej miejscu przystąpiono do budowy nowej remizy. Obecny murowany Dom Strażaka z dwoma boksami na samochody został oddany do użytku w 1971 r.

## Zabytki

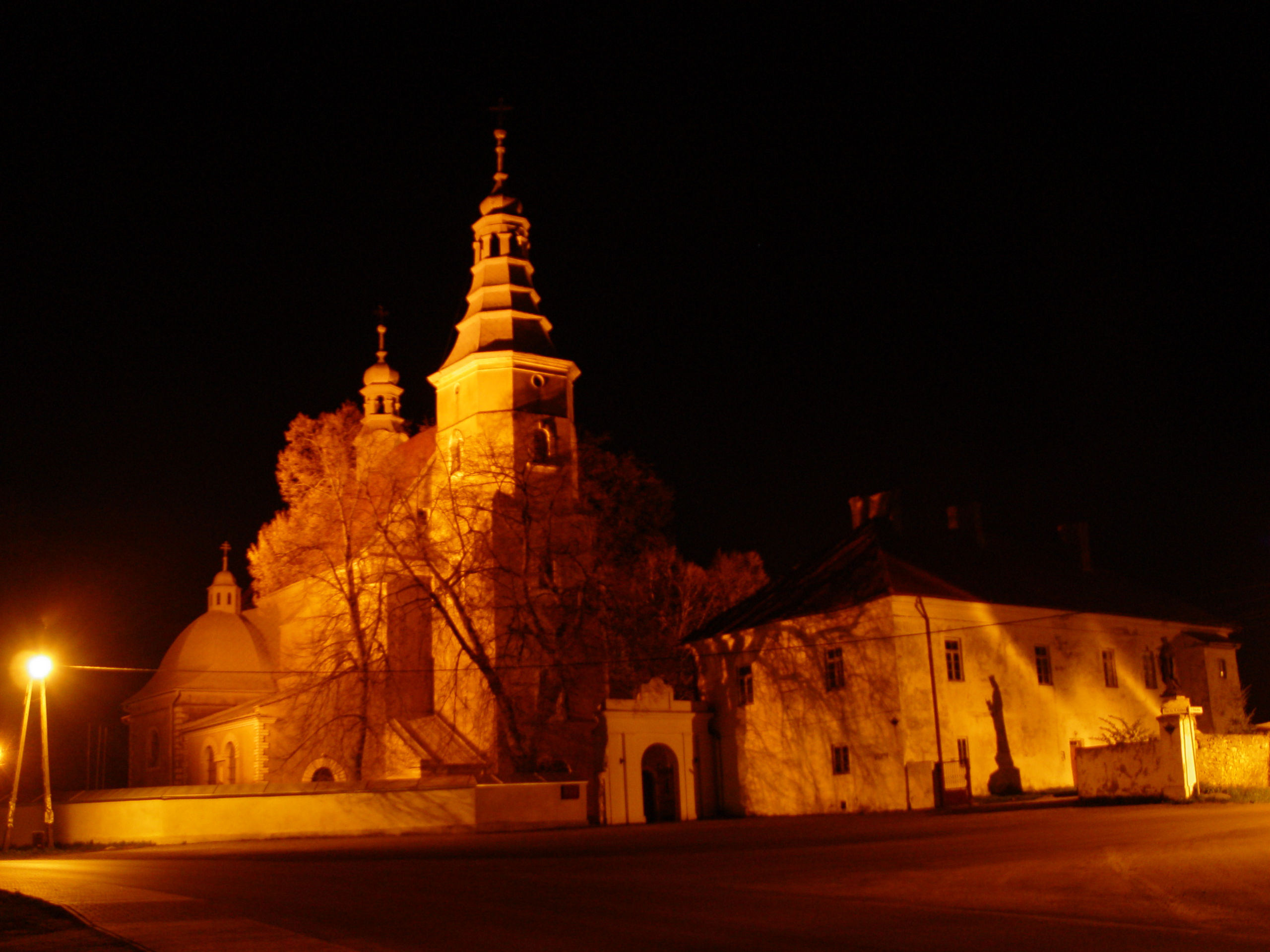
Koniemłoty – kościół pw. Wniebowzięcia NMP nocą

Pobenedyktyński zespół klasztorny, na który składa się:
- kościół pw. Wniebowzięcia NMP wzniesiony w latach 1637–1649 w stylu późnorenesansowym. Po pożarze w 1770 r., kościół został odnowiony i przebudowany. Świątynia składa się z trzech naw: w prawej nawie bocznej znajduje się kaplica św. Benedykta wzniesiona na planie kwadratu, z barokowym ołtarzem św. Anny Samotrzeciej. Druga nawa boczna została dobudowana w latach trzydziestych XX wieku, według projektu Stefana Szyllera. Barokowy ołtarz główny zdobi obraz Niepokalanego Poczęcia NMP z 1742 r. W niszach ołtarza, po bokach, umieszczone są drewniane figury św. Benedykta i św. Scholastyki. W stallach ustawionych w prezbiterium znajdują się olejne obrazy przedstawiające wydarzenia z życia Najświętszej Maryi Panny;
- budynek dawnego klasztoru benedyktynów, obecnie plebania, 1667-49, 1825, 1920;
- ogrodzenie cmentarza kościelnego, z XVIII w., z bramą wzniesioną w 1886 r.

## Osoby związane z miejscowością
- Józef Franusiak – malarz prymitywista, mieszkaniec Koniemłotów w latach 1953–1975.
- Roman Kotlarz – ksiądz, działacz opozycji demokratycznej w okresie Polskiej Rzeczypospolitej Ludowej.